# Takeda Nobuhiro (labdarúgó, 1967)
Takeda Nobuhiro (Sizuoka, 1967. május 10. –) japán válogatott labdarúgó.
A japán válogatott tagjaként részt vett az 1992-es Ázsia-kupán.

## Statisztika
| Japán válogatott | Japán válogatott | Japán válogatott |
| Időszak          | Mérk.            | gól              |
| ---------------- | ---------------- | ---------------- |
| 1987             | 4                | 1                |
| 1988             | 0                | 0                |
| 1989             | 0                | 0                |
| 1990             | 4                | 0                |
| 1991             | 2                | 0                |
| 1992             | 2                | 0                |
| 1993             | 4                | 0                |
| 1994             | 2                | 0                |
| Összesen         | 18               | 1                |